# EVR-Baureihe M
Die Triebwagen der Baureihe M waren Elektrotriebwagen der estnischen Staatsbahn Eesti Vabariigi Raudtee (EVR) mit der Achsfolge Bo’Bo’. Sie wurden zwischen 1924 und 1927 von Raudteede Peatehased Tallinnas (deutsch wörtlich: Eisenbahnhauptwerke in Tallinn) gebaut.

## Geschichte
Die Triebwagen der Baureihe M waren neben den Dampflokomotiven der Baureihen Sk, Mtk, Kk und Kk2 eine der wenigen Triebfahrzeug-Neubeschaffungen der EVR während der ersten Unabhängigkeit Estlands.
Estland stellte als erstes Land im Baltikum Elektrotriebwagen in Dienst. Ab 1924 fuhren die Triebwagen der Baureihe M auf der Vorortstrecke von Tallinn über Nõmme bis Pääsküla, die von der Eesti Vabariigi Raudtee mit 1500 Volt Gleichspannung elektrifiziert und teilweise zweigleisig ausgebaut worden war. Die leistungsstarken Motorwagen konnten bis zu vier Beiwagen mitführen, sodass auch in der Hauptverkehrszeit den Reisenden ausreichend Sitzplätze zur Verfügung standen. Die Züge gelangten ab 1941 nach Russland und kehrten nicht zurück.